# Procés d'arribada racional
En teoria de cues, una disciplina dins de la teoria matemàtica de la probabilitat, un procés d'arribada racional (en anglès, rational arrival process, RAP) és un model matemàtic per al temps entre les arribades de treball a un sistema. Estén el concepte d'un procés d'arribada markovià, permetent la distribució matriu-exponencials dependents del temps entre arribades.
Els processos van ser caracteritzats per primera vegada per Asmussen i Bladt, i es coneixen com a processos d'arribada racionals, ja que els temps entre arribades tenen una transformació Laplace-Stieltjes racional.